# Eat the Heat
Eat the Heat es el octavo álbum de estudio de la banda alemana de heavy metal Accept, publicado en 1989 por RCA Records para el mercado europeo y por el sello Epic para los Estados Unidos. Es el único disco con el cantante estadounidense David Reece tras la salida de Udo Dirkschneider y también el único donde se acredita al guitarrista británico Jim Stacey, aunque todas las partes de guitarra fueron grabadas por Wolf Hoffmann.
Cuando se puso a la venta, el orden de las canciones de la edición europea difirió de la norteamericana, al igual que la portada fue distinta. 

## Antecedentes
En 1988 y tras algunas audiciones contrataron al estadounidense David Reece para ser el reemplazante de Udo, que renunció a la banda luego de haber iniciado su carrera en solitario con U.D.O. En el mismo año y antes de comenzar las grabaciones, Jörg Fischer renunció una vez más a Accept y para reemplazarlo se escogió a Jim Stacey, que a pesar de figurar en los créditos no grabó ninguna parte de la guitarra, siendo todas ellas registradas por Hoffmann.
A diferencia de sus anteriores trabajos, su sonido estaba más enfocado en el hard rock y glam metal con el fin de llamar la atención del mercado estadounidense. Sin embargo, solo logró el puesto 139 en la lista Billboard 200, la posición más baja para una de sus producciones hasta entonces. Por su parte, dicho cambio de sonido no fue bien recibido por sus fanáticos ni tampoco por la crítica, quienes lo clasifican como el álbum más débil de su discografía. Al respecto, en una entrevista dada por Hoffmann en 2016 a la radio chilena Futuro comentó: «Me gusta la forma en que compusimos las canciones, no me gusta el resultado final. Y todos saben que no anduvo muy bien, pero en realidad hay algunas joyitas ocultas en ese álbum que merecen otra oportunidad. Y quizá algún día hacer algo con ellas, hasta ahora no hemos tenido el tiempo».

## Lista de canciones
Todas las canciones escritas por Accept y Deaffy.

| N.º | Título             | Duración |  |
| 1.  | «X-T-C»            | 4:26     |  |
| 2.  | «Generation Clash» | 6:26     |  |
| 3.  | «Chain Reaction»   | 4:42     |  |
| 4.  | «Love Sensation»   | 4:43     |  |
| 5.  | «Turn the Wheel»   | 5:24     |  |
| 6.  | «Prisoner»         | 4:50     |  |
| 7.  | «Mistreated»       | 8:51     |  |
| 8.  | «Stand 4 What U R» | 4:05     |  |
| 9.  | «Hellhammer»       | 5:30     |  |
| 10. | «D-Train»          | 4:27     |  |

| Pistas adicionales en Japón |                          |          |  |
| N.º                         | Título                   | Duración |  |
| 11.                         | «I Can't Believe in You» | 4:50     |  |
| 12.                         | «Break the Ice»          | 4:14     |  |

## Músicos
- David Reece: voz
- Wolf Hoffmann: guitarra líder
- Jim Stacey: guitarra rítmica (acreditado, pero no fue parte de las grabaciones)
- Peter Baltes: bajo
- Stefan Kaufmann: batería